# Hexagames
Hexagames war ein deutscher Spieleverlag in Dreieich, der von 1982 bis 1992 existierte. Es war einer der bekanntesten deutschen Spieleverlage der 1980er.

## Geschichte
L. Hensley brachte 1982 gemeinsam mit Jürgen Hagedorn das von Hensley entwickelte Spiel Long Short heraus.  Inhaber von Hexagames war anfangs L. Hensley, eine Wort-/Bildmarke wurde 1982 beim Deutschen Patent- und Markenamt angemeldet.
Nach der Insolvenz des Spieleverlags Bütehorn ca. 1982 nahm Hexagames mehrere Bütehorn-Spiele ins Programm.
Hagedorn schied 1988 bei Hexagames aus. Joe Nikisch, der 1989 Abacusspiele gründet, war bis 1990 als Produktmanager  für die Produktpalette von Hexagames verantwortlich.
1989 wurde die Wort-/Bildmarke „Hexagames“ von der „F.A.N. Verlags-GmbH“ in Dreieich angemeldet.
Nach der Auflösung von Hexagames 1992 übernahm der Berliner Spielehersteller Sala unter dem Label Salagames einige der Spiele ins Programm. Auch Salagames verschwand nach ungefähr zwei Jahren wieder vom Markt.
1994 wurden einige Hexagames-Spiele von Abacusspiele neu verlegt.
1994 wurde die Wort-/Bildmarke „Hexagames“ von der „BOB Marketing & Sales GmbH“ in Langen angemeldet. Einige Hexagames-Spiele wurden später bei anderen Verlagen veröffentlicht: 1995 Osiris, 1996 Karriere Poker bei „Hexagames Verlag BOB Marketing & Sales GmbH“.

## Auszeichnungen
Mehrere Hexagames-Spiele erhielten verschiedene Auszeichnungen und kamen auch auf die Auswahlliste zum Spiel des Jahres:
- Spiel des Jahres
  - 1984: Uisge von Roland Siegers: Sonderpreis „Schönes Spiel“
  - 1985: Abilene von Roland Siegers: Auswahlliste
  - 1987: Die 1. Million von Sid Sackson: Auswahlliste
  - 1988: Lines of Action von Claude Soucie: Auswahlliste
  - 1990: Dino von Reinhold Wittig: Auswahlliste
- Deutscher Spiele Preis
  - 1990: Römer von Rudolf Ross: Platz 7
  - 1992: Cosmic Encounter von Bill Eberle, Peter Olotka, Jack Kittredge und Bill Norton: Platz 6
- à la carte Kartenspielpreis
  - 1992: Res Publica von Reiner Knizia: Platz 1

## Weitere bekannte Spiele
- 1984: Conquest von Donald Benge
- 1988: McMulti von James J. St. Laurent
- 1990: Digging von Reiner Knizia
- 1991: Karrierepoker von Klaus Grähnke und Brian Walker
- 1991: Manager von Burkhardt Münchhagen, Peter Pfeifer & Waltraud Pfeifer